# Slatina (tlo)
Slatine ili slana zemljišta su zemljišta koja se nalaze pod uticajem alkalnih soli i u kojima je natrijum odlučujući faktor. Slatine su hidro-halogene tvorevine, i u njihovom stvaranju prva uloga pripada vodi i solima. Slatine su zemljišta koja su usled procesa zasoljavanja i alkalizacije, odnosno rasoljavanja i dealkalizacije, izmenila više ili manje svoje prvobitne osobine.
Za ekologiju i poljoprivredu slatine su značajna grupa zemljišta pošto na njima žive posebni ekološki tipovi biljaka, halofite, a za poljoprivredne kulture većinom su vrlo nepovoljne.
Slatine, u širokom smislu, predstavljaju kompleksnu grupu zemljišta koja se, i pored nekih bitnih zajedničkih osobina, među sobom u mnogo čemu razlikuju, tako da se može izdvojiti nekoliko njihovih tipova. Jedna od glavnih osobina slatina je njihov sadržaj u alkalnim solima, mada u pogledu vrste i koncentracije tih soli postoje velike razlike.

## Geneza
Voda je bitan faktor u formiranju slatine, jer s jedne strane donosi zemljištu so, zasoljavajući ga time, a s druge odnosi so iz zemljišta u procesu rasoljavanja. Zato u genezi slatina treba razlikovati dva različita procesa, proces zasoljavanja i proces rasoljavanja. Zato se pojedini tipovi slatine i razlikuju među sobom, upravo u zavisnosti od toga koji proces dominira i u kojoj meri je ispoljen.
Uopšte uzevši, slatine su zemljišta nepovoljna za poljoprivredne kulture, što je pre svega uslovljeno njihovim nepovoljnim hemijskim sastavom. Lako rastvorljive soli natrijuma i neke soli kalcijuma i magnezijuma štetne su ne samo za poljoprivredne kulture, već i za većinu ostalih biljaka (izuzev halofita). Ali, kod slatina koje se nalaze u procesu rasoljavanja, koncentracija štetnih natrijumovih soli ne mora uopšte biti tolika da predstavlja ograničavajući factor za kulturne i druge, na slatine neprilagođene biljke. Kod nekih slatina štetne soli mogu da budu čak i potpuno isprane, pa da se ipak njihova poljoprivredna vrednost ne poveća znatnije. Stvar je u tome što pored nepovoljnih hemijskih osobina slatine imaju i veoma loša fizička svojstva, kao što su težak mehanički sastav, nepovoljna struktura, slaba propustljivost za vodu i vazduh.

## Podela
Na osnovu procesa koji vladaju u njima, koncentracije i karaktera soli kao i fizičkih osobina, tipične slatine se mogu podeliti na tri grupe:
1. solončak — slana zemljišta bogata vodorastvorljivim solima. Mogu se podeliti na slanice (dominiraju hloridi I sulfati), sodnjače (dominira soda) i soliternjače (dominiraju nitrati).
2. solonjec — slana zemljišta u kojima su štetne soli u većoj ili manjoj meri isprane, dok je adsorptivni kompleks zasićen pretežno Na-jonima.
3. solođ — u njima je iz adsorptivnog kompleksa istisnut i natrijum, i to jonima vodonika ili nekim drugim.

Slatine, kao poseban tip zemljišta, vezane su pre svega za suvu i toplu klimu, ali one ne moraju biti suve. Naprotiv, neki tipovi slatine moraju biti čak i veoma vlažni, kakav je npr. slučaj sa solončacima. Suva i topla klima, a što znači mala količina vodenog taloga pri visokim temperaturama, uslovljava da se s jedne strane vrši intenzivno isparavanje vode iz površinskog sloja zemljišta i samim tim koncentracija soli u njemu, a s druge onemogućava — usled slabih padavina — da kišnica ponirući ispira i odnosi ovu so u dublje slojeve pedološke podloge. Međutim, za formiranje slanog zemljišta neophodno je prisustvo podzemne vode koja se ulaznim tokovima penje sve do površine podloge gde, isparavajući, ostavlja zemljištu znatne količine soli. I u depresijama, gde ova podzemna voda leži vrlo blizu površine zemljišta dolazi do slične pojave.
Kao posebno pogodne za obrazovanje slane pedološke podloge, treba istaći stepske i pustinjske oblasti. Pored onog osnovnog faktora, ulaznog toka podzemne vode i njenog intenzivnog isparavanja sa površine zemljišta, u pustinjama koncentraciji soli doprinosi još i to što izuzetno mala količina padavina  nije u stanju da ispere čak ni soli koje se dobijaju mineralizacijom biljnih ostataka.
Proces zaslanjivanja počinje onda kada su u suvoj klimi pojedine površine podvrgnute periodičnom prekomernom vlaženju, a geološka podloga je takva da se u vodi rastvorljive soli (natrijumove) ne mogu kroz nju procediti, nego se soli najvećim delom usled isparavanja upiju u zemljište, menjajući njegov hemijski sastav.

## Faktori ugrožavanja

##### Fragmentacija
Površine pod prirodnom vegetacijom su izuzetno male, te se na njima ne mogu odvijati prirodni procesi i opstati stabilne populacije. Obrađene površine u zaštitnoj zoni između prirodnih fragmenata onemogućavaju kretanje sitnih životinja i otežavaju raznošenje semena i plodova. Tako su sve više ugrožene populacije retkih vrsta, jer na malim prostorima žive male populacije koje poseduju samo deo varijabilnosti genetskog fonda vrste, pa je i njihova otpornost smanjena. Osim toga na malim površinama nema dovoljno prostora za spontane sukcesije što dovodi do smanjenja diverziteta.

##### Marginalni uticaj
Velika je dodirna zona prirodne vegetacije sa obrađenim površinama i sa linijama saobraćaja, što pomaže prodor invazivnih vrsta. S druge strane unutrašnji, neometani delovi su male površine ili potpuno nedostaju, što je u suprotnosti sa potrebama životinjskih vrsta za neometanim staništem.

##### Antropogeni uticaji
Danas su na ovakvom prirodnom dobru (npr. Jazovo) sve raznovrsnije delatnosti koje direktno ili indirektno ugrožavaju opstanak prirodnih retkosti i ukupne prirodne vrednosti područja. Dobar deo prirodnih ekosistema čovek je do danas, postupno uništavao u cilju dobijanja poljoprivrednih površina. Predeo je narušen prvenstveno zbog podizanja zasada voćnjaka i vinograda, ređe i zbog njiva.

##### Degradacija usled neadekvatnog korišćenja
Na prvom mestu se ističe preterana ispaša a potom i neadekvatno košenje livada.

## Literatura
- Janković, M. (1973). Slatine. u: Enciklopedijski leksikon Mozaik znanja — Biologija. Interpres: Beograd. str. 548—549.